# Zatoka Alaska
Zatoka Alaska (ang. Gulf of Alaska) – otwarta zatoka Oceanu Spokojnego u południowego wybrzeża stanu Alaska (Stany Zjednoczone), obejmująca wody od półwyspu Alaska i wyspy Kodiak na zachodzie do Archipelagu Aleksandra na wschodzie.
Według Międzynarodowej Organizacji Hydrograficznej południową granicę zatoki wyznacza linia biegnąca od przylądka Kabuch Point, na południowo-zachodnim końcu półwyspu Alaska, do przylądka Cape Spencer, na wybrzeżu zatoki Cross Sound. Według US Geological Survey południowa granica przebiega między południowym krańcem wyspy Kodiak na zachodzie a cieśniną Dixon Entrance na wschodzie.
W zatoce znajduje się wiele półwyspów i wysp, m.in.: Archipelag Aleksandra, Kodiak, Afognak. Temperatura zimą 2–7 °C, w lecie 10–15 °C. Ciekawym przedstawicielem fauny jest gatunek wieloryba, pływacz szary. Główne porty: Anchorage, Juneau, Seward, Sitka i Valdez. Rozwinięte rybołówstwo dzięki obfitym łowiskom łososi, dorszy i śledzi.